# Кістки (5 сезон)
Прем'єра п'ятого сезону американського телесеріалу "Кістки" відбулася 17 вересня 2009 року і завершилася 20 травня 2010 року на телеканалі "Фокс". Шоу зберегло свій попередній часовий проміжок, і весь сезон виходив по четвергах о 20:00 за східним часом. Сезон складався з 22 епізодів і мав у середньому 10 мільйонів глядачів.

## В ролях
Основна стаття: Список персонажів телесеріалу «Кістки»

### Основний склад
- Емілі Дешанель - доктор Темперанс "Кістка" Бреннан.
- Девід Бореаназ - спеціальний агент ФБР Сілі Бут.
- Мікаела Конлін - Енджела Монтенегро.
- Тамара Тейлор - доктора Камілла Сароян.
- Ті Джей Тайн - доктор Джек Годжинс.
- Джон Френсіс Дейлі - доктор Ленса Світс.

### Другорядний склад
- Патрісія Белчер - Керолайн Джуліан.
- Дідріх Бадер -і помічник директора ФБР Ендрю Хакер.
- Тіффані Хайнс - Мішель Велтон.
- Раян О'Ніл - Макс Кінан.
- Тай Паніц - Паркер Бут.
- Зої Дешанель - Маргарет Уайтсел.
- Брендан Фер - Джаред Бут.
- Стівен Фрай - доктор Гордон Гордон Ваят.
- Біллі Гіббонс - батько Анджели
- Ілон Голд - доктор Пол Ліднер, хлопець Кем
- Сінді Лаупер - екстрасенс Авалон Хармонія
- Дейдре Лавджой - Хізер Таффет
- Ерік Міллеган - доктор Зак Едді
- Ділшад Вадсарія - Падме Далай, дружина Джареда
- Ральф Уейт - Хенк Бут, дід Сілі

### Інтерни
- Юджин Берд - доктор Кларк Едісон.
- Раян Картрайт - Вінсент Найджел-Мюррей.
- Майкл Грант Террі - Венделл Брей
- Карла Галло - Дейзі Вік
- Джоел Девід Мур - Колін Фішер
- Пей Вахдат - Арасту Вазірі

## Епізоди
| № серії (загалом) | № серії (в сезоні) | Назва серії                                                            | Режисер(и)          | Сценарист(и)                | Оригінальна дата показу | Код серії | Глядачів |
| --- | ------------------ | ---------------------------------------------------------------------- | ------------------- | --------------------------- | ----------------------- | --------- | -------- |
| 85 | 1                  | «Harbingers in the Fountain» «Пророки у фонтані»                       | Ян Тойнтон          | Гарт Генсон                 | 17 вересня 2009         | 5AKY01    | 10,36    |
| Бут повертається до ФБР після сертифікації у Світса і задається питанням, чи його почуття до Бреннана справжні, чи це лише наслідки його операції на мозку. Екстрасенс Енжели Авалон (Сінді Лопер) спонукає Бута та Бреннана до розслідування злочину, пов’язаного з масовим похованням тіл під фонтаном у Вашингтоні. |                    |                                                                        |                     |                             |                         |           |          |
| 86 | 2                  | «The Bond in the Boot» «Бонд в багажнику»                              | Алекс Чапл          | Майкл Петерсон              | 24 вересня 2009         |           |          |
| У гаражі виявлено труп людини, за всіма ознаками вбитого агентом 007. Незабаром виявляється труп і самого вбивці, який, як виявилося, працював на ЦРУ. Тим часом команда думає, як сказати Венделлу, що він втратив стипендію через фінансову кризу. |                    |                                                                        |                     |                             |                         |           |          |
| 87 | 3                  | «The Plain in the Prodigy» «Звичайне в вундеркінді»                    | Алан Крокер         | Карін Розенталь             | 1 жовтня 2009           |           |          |
| Темперанс Бреннан і Сілі Бут розслідують вбивство підлітка-аміша, який мав екстраординарні здібності до гри на піаніно. Кем дізнається, що її прийомна дочка зустрічається з хлопцем старше за себе і починає турбуватися з приводу її сексуальної активності. |                    |                                                                        |                     |                             |                         |           |          |
| 88 | 4                  | «The Beautiful Day in the Neighborhood» «Прекрасний день у передмісті» | Гордон К. Лонсдейл  | Джанет Лін                  | 8 жовтня 2009           |           |          |
| Команда досліджує останки, які були знайдені в ямі для барбекю під час вечірки в передмісті, що призводить до розкриття кількох таємниць про мешканців цього району. Іранський стажер Арасту зізнається всім, що підробляв свій акцент. Син Бута Паркер, здається, стурбований тим, що у його тата немає дівчини. |                    |                                                                        |                     |                             |                         |           |          |
| 89 | 5                  | «A Night at the Bones Muse» «Ніч в музеї кісток»                       | Жанно Шварц         | Карла Кетнер і Джош Бернман | 15 жовтня 2009          |           |          |
| Бреннан та Бут вивчають обвуглені людські останки, знайдені на електричному паркані. Бреннан встановлює, що труп є єгипетською мумією, наданою тимчасово Інституту Джефферсона для майбутньої виставки. Ленс Світс умовляє Темперанс повернути Дейзі Вік як інтерна. Тим часом, Бреннан йде на побачення з начальником Бута, що останньому дещо не подобається.                                                                                        |                    |                                                                        |                     |                             |                         |           |          |
| 90 | 6                  | «The Tough Man in the Tender Chicken» «Міцний чоловік в м'якій курці»  | Дуайт Літтл         | Дін Лопата                  | 5 листопада 2009        |           |          |
| На березі річки знайдено останки власника птахофабрики, яку вимагають закрити захисники тварин та мешканці прилеглого містечка. Тим часом Енджела просить у друзів гроші на порятунок порося, що призводить до несподіваного повороту в її стосунках з одним із членів команди. |                    |                                                                        |                     |                             |                         |           |          |
| 91 | 7                  | «The Dwarf in the Dirt» «Гном у багнюці»                               | Чад Лоу             | Керін Ашер                  | 12 листопада 2009       |           |          |
| Бреннан та Бут розслідують вбивство карлика, який був зіркою рестлінгу. Паралельно Бут дізнається, що він не такий вправний у стрільбі, як був до хірургічної операції, і має проблеми з переатестацією у ФБР. Він звертається за порадою до доктора Гордона Гордона Ваята, який пішов на пенсію і став шеф-кухарем. |                    |                                                                        |                     |                             |                         |           |          |
| 92 | 8                  | «The Foot in the Foreclosure» «Нога в іпотеці»                         | Джефф Вулно         | Пет Чарльз                  | 19 листопада 2009       |           |          |
| Ріелтор виявляє людські останки під час показу нерухомості. Як пізніше з'ясовується, у будинку, виставленому на продаж, загинуло двоє людей. У той же час до агента Бута приїжджає його дідусь і ходить за ним всюди, доки Бут працює над справою. |                    |                                                                        |                     |                             |                         |           |          |
| 93 | 9                  | «The Gamer in the Grease» «Гравець в олії»                             | Кейт Вудс           | Дін Лопата                  | 3 грудня 2009           |           |          |
| Бут та Бреннан викликані для розслідування смерті переможця змагань на аркадному ігровому автоматі. У жертви було багато шанувальників, але були й ті, хто сумнівався у чесності перемоги. Тим часом Фішер, Ходжинс і Світс пов'язані певним секретом, через який по черзі змушені втікати з робочого місця. |                    |                                                                        |                     |                             |                         |           |          |
| 94 | 10                 | «The Goop on the Girl» «Дівчина у бруді»                               | Тім Саутхам         | Карла Кетнер                | 10 грудня 2009          |           |          |
| Чоловік у костюмі Санта-Клауса намагався пограбувати банк, але на ньому вибухнула бомба у процесі пограбування. Тим часом Макс просить Маргарет, дальню родичку родини Бреннан, провести Різдво з ним і Темперанс. Кем стикається з тим, що їхнє перше Різдво з Мішель вона може провести без прийомної дочки. |                    |                                                                        |                     |                             |                         |           |          |
| 95 | 11                 | «The X in the File» «Секретні матеріали»                               | Еліссон Лідді-Браун | Джанет Лін                  | 14 січня 2010           |           |          |
| У пустелі неподалік Розуелла виявлено труп. Ситуація стає цікавішою. коли з'ясовується, що жертва зняла відео, яке нібито підтверджує існування інопланетян. Тим часом, Енджела та Венделл повідомляють Ходжинсу про свій роман і той має вирішити, як він до цього ставиться. |                    |                                                                        |                     |                             |                         |           |          |
| 96 | 12                 | «The Proof in the Pudding» «Докази у пудингу»                          | Емілі Левісетті     | Боб Гарріс                  | 21 січня 2010           |           |          |
| Члени команди з Інституту Джефферсона ізольовані групою урядових агентів, які вимагають встановити причину смерті таємного, не ідентифікованого трупа. Тим часом Бут вламується в лабораторію за допомогою свого боса, щоб вирахувати, що саме відбувається із секретним розслідуванням. Кем намагається з'ясувати, кому належить позитивний тест на вагітність, побоюючись, що це буде Мішель.                                                        |                    |                                                                        |                     |                             |                         |           |          |
| 97 | 13                 | «The Dentist in the Ditch» «Дантист в окопі»                           | Дуайт Літтл         | Пет Чарльз і Джош Бернман   | 28 січня 2010           |           |          |
| Бут та Бреннан залучаються до розслідування справи про скелет, знайдений в окопі часів громадянської війни. Бреннан визначає, що останки належать нещодавно зниклому дантисту, але товстий шар глини на кістках не дає встановити причини смерті. Тим часом брат Бута Джаред повертається з Індії з нареченою, минуле якої не подобається Сіллі. |                    |                                                                        |                     |                             |                         |           |          |
| 98 | 14                 | «The Devil in the Details» «Диявол в деталях»                          | Ян Тойнтон          | Майкл Петерсон              | 4 лютого 2010           |           |          |
| У церкві знайдено згорівші останки, що надто схожі на біблійного демона. Однак подальше розслідування привело до найближчої психіатричної лікарні, пацієнтом якої була жертва. Досліджуючи кістки Арасту згадує, що бачить диявола щодня і Кем починає сумніватися у ньому. |                    |                                                                        |                     |                             |                         |           |          |
| 99 | 15                 | «The Bones on the Blue Line» «Кістки на блакитній гілці»               | Чад Лоу             | Карла Кетнер                | 1 квітня 2010           |           |          |
| Коли поїзд метро сходить з рейок через 60,000 галонів паводкових вод, рятувальники виявляють тіло, що розклалося до кісток. Ним виявляється сліпий, який заробляв на життя написанням різних листів, від любовних послань до звернень до суду. Команда дійшла висновку, що покійний міг стати жертвою ревнощів одного з клієнтів. |                    |                                                                        |                     |                             |                         |           |          |
| 100 | 16                 | «The Parts in the Sum of the Whole» «Додатки у цілому»                 | Девід Бореаназ      | Харт Генсон                 | 8 квітня 2010           |           |          |
| Світс закінчує книгу, де він описує першу зустріч Бута і Бреннан кілька років тому. Проте герої підносять сюрприз. Розкривається правда про те, як у Інституті Джефферсона з'явилася команда, яка співпрацює з ФБР та дещо з минулого Бреннан та Бута. |                    |                                                                        |                     |                             |                         |           |          |
| 101 | 17                 | «The Death of the Queen Bee» «Смерть бджолиної матки»                  | Алан Крокер         | Марк Ліссон                 | 15 квітня 2010          |           |          |
| Невідомі останки приводять команду Бреннан до середньої школи, де вона колись навчалася. У жертві впізнають одну з її однокласниць і це виявляється пов'язано з вбивством ще однієї однокласниці, яка загинула незадовго до випуску. Бреннан і Бут під виглядом подружжя йдуть на зустріч випускників з метою виявити та допитати підозрюваних. Ходжинс випадково промовляється Венделлу про хибно-позитивний результат тесту на вагітність у Енджели. |                    |                                                                        |                     |                             |                         |           |          |
| 102 | 18                 | «The Predator in the Pool» «Хижак у басейні»                           | Дуайт Літтл         | Керін Ашер                  | 22 квітня 2010          |           |          |
| У животі акули знаходять напівперетравлені фрагменти тіла. Докази наводять команду в океанаріум, де жертва, який виявився самопроголошеним гуру, збирався проповідувати про цілющу силу океану. Бут знайомиться з доктором Кетрін Брайар, симпатичним океаологом, а Бреннан знову йде побачення з Гекером, начальником Бута. |                    |                                                                        |                     |                             |                         |           |          |
| 103 | 19                 | «The Rocker in the Rinse Cycle» «Рокер в пральні»                      | Джефф Вулно         | Карін Розенталь             | 29 квітня 2010          |           |          |
| У пральні великого готелю разом із білизною випрали і чийсь труп. У вбивстві підозрюється кумир Бута та Світса: всесвітньо відомий музичний продюсер та рок-гітарист. Тим часом Кем починає зустрічатися з гінекологом своєї прийомної дочки, а Бреннан та Сілі знову співають разом. Ходжинс і Арасту, впізнавши один одного шанувальників бейсболу, починають спілкуватися, застосовуючи відповідні спортивні терміни.                               |                    |                                                                        |                     |                             |                         |           |          |
| 104 | 20                 | «The Witch in the Wardrobe» «Відьма у шафі»                            | Франсуа Вель        | Кеті Райкс                  | 6 травня 2010           |           |          |
| У руїнах згорілого будинку виявлено кістяк салемської відьми, вбраної у весільну сукню. Бреннан та Сілі вирушають на відьомський шабаш, а Ходжинс та Анджела – у в'язницю. |                    |                                                                        |                     |                             |                         |           |          |
| 105 | 21                 | «The Boy with the Answer» «Хлопчик з відповіддю»                       | Дуайт Літтл         | Стефан Нейтан               | 13 травня 2010          |           |          |
| Починається судовий процес над Копачем Могил. Бут та команда Інституту Джефферсона виступають у суді і як жертви, і як експерти. Проте будь-які докази зненацька починають розбиватися стороною захисту. Команда робить висновок, що вони повинні відмовитися від своїх звинувачень, щоб виграти. У тому числі Ходжинс, якому, крім іншого, заборонили давати експертну думку про докази.                                                              |                    |                                                                        |                     |                             |                         |           |          |
| 16 | 22                 | «The Beginning in the End» «Початок в кінці»                           | Ян Тойнтон          | Харт Хенсон і Стефан Нейтан | 20 травня 2010          |           |          |
| Чергова справа приводить Бута та Бреннан у квартиру барахольщика, у якого, незважаючи на все, серед різного сміття також зберігалося щось цінне. Бреннан та Дейзі готуються до антропологічної експедиції до Індонезії, а до Бута звертаються військові з проханням стати інструктором для молодих бійців в Афганістані. До Ходжинса знову приїжджає отець Енджели.                                                                                    |                    |                                                                        |                     |                             |                         |           |          |